# Morgan Endicott-Davies
Morgan Martin Endicott-Davies (ur. 31 stycznia 1974) – australijski judoka. Olimpijczyk z Aten 2004, gdzie odpadł w eliminacjach w wadze półśredniej.
Uczestnik mistrzostw świata w 2005 i 2009. Piąty na igrzyskach Wspólnoty Narodów w 2002. Brązowy medalista mistrzostw Wspólnoty Narodów w 2004. Zdobył siedem medali mistrzostw Oceanii w latach 1998 - 2008.  Mistrz Australii w 2001, 2004, 2006 i 2008 roku.

## Letnie Igrzyska Olimpijskie 2004
| Konkurencja | Eliminacje            | Repasaże             | Repasaże               | Klas. końcowa |
| Konkurencja | Przeciwnik I          | Przeciwnik I         | Przeciwnik II          | Miejsce       |
| ----------- | --------------------- | -------------------- | ---------------------- | ------------- |
| 81 kg       | Ilias Iliadis (GRE) P | Ariel Sganga (ARG) Z | Kwon Young-woo (KOR) P | 3 runda.      |